# Kanał Piotrowo-Iłówiec
Kanał Piotrowo-Iłówiec – uregulowany ciek, lewobrzeżny dopływ Kanału Szymanowo-Grzybno (wpada doń w 9 kilometrze). Powierzchnia zlewni to 29 km², a długość całkowita - 11,45 km.
Wody Kanału zasilają zarówno Kanał Szymanowo-Grzybno, jak i rzekę Olszynkę. W pobliżu Pecnej przebiega granica wododziału, co sprawia, że wody Kanału spływają do obu rzek.
Wody powierzchniowe w zlewni cieku klasyfikują się do IV i V klasy jakości (niezadowalające lub złe).
Największe miejscowości nad Kanałem to: Piotrowo, Szołdry, Iłówiec i Grzybno.